# Марија Каролина Аустријска
Марија Каролина Аустријска (Беч, 13. август 1752 — Беч, 8. септембар 1814) је била десета ћерка и тринаесто дете аустријске царице Марије Терезије и њеног супруга Франца I.
Била је краљица Напуља и Сицилије као супруга краља Фердинанда I. Као краљица је учествовала у многим реформама, укључујући укидање забране масонерије, проширење. морнарице и збацивања шпанског утицаја.
Била је заговорник апсолутизма све до избијања Француске револуције, када је, да би спречила да идеје против апсолутизма које су биле заступљене током револуције стигну до њеног народа, од Напуља направила полицијску државу.
Марија Каролина је током владавине промовисала Напуљ као центар уметности финансирајући разне познате сликаре и уметнике, као што су Филип Хакерт, Анђелика Кауфман, Гаетано, Галанти...

## Детињство
Марија Каролина Луиз Јозефа Јоана Антонија је рођена 13. августа 1752. године у палати Шенбрун у Бечу. Била је десета ћерка и тринаесто дете аустријске царице Марије Терезије и њеног супруга Франца I, цара Светог римског царства. Име је добила у знак сећања на две старије сестре које су носиле исто име, али су обе преминуле, а у породичном кругу су је називали Шарлотом. Њени кумови су били француски краљ Луј XV и његова жена Марија Лешћинска.
Била је интелигентна и темпераментна. Била је врло блиска са њеном млађом сестром Маријом Антоанетом, а од рођења су делиле исту гувернанту, грофицу Лерхефилд.
1767. године је током епидемије малих богиња умрла Маријина сестра Марија Јозефа, која је требала у наредне четири године да се уда за будућег краља Фердинанда I Сицилијанског, као део аустро-шпанског савеза. Да би спасио овај савез, Карлос III од Шпаније, Фердинандов отац је затражио неку од сестара преминуле Марије Јозефе као замену. Тад је Маријина мајка, царица Марија Терезија мадридском двору понудила Марију Амалију или Марију Каролину.
Пошто је Марија Амалија била пет година старија од његовог сина, краљ Карлос је ипак изабрао млађу Марију Каролину. Марија је ту вест лоше примила и протестовала је против веридбе говорећи да су напуљски бракови несрећни, с обзиром да су јој две сестре умрле пре него што су стигле да се удају за Фердинанда. Њене примедбе и протест нису одложили припреме за веридбу и улогу напуљске краљице.
Девет месеци касније, 7. априла 1768. године, Марија Каролина се удала за Фердинанда од Напуља преко пуномоћника, након чега је кренула у Напуљ са својом свитом, где је стигла 12. маја те године искрцавши се у Терачину, а касније се и названичној церемонији удала за Фердинанда.
Иако Марија и Фердинанд нису имали склоности једно ка другом то није стало на њиховом путу и њеном рађању деце како би наставили династију. Марија Каролина је током живота, у периоду од 1772. до 1793. године, Фердинанду родила осамнаесторо деце, од којих је седморо преживело пунолетство, укључујући његовог наследника Франца I, последњу царицу Светог римског царства, војвоткињу од Тоскане, последњу француску краљицу Марију Амалију од Напуља и принцезу од Аустрије, Марију Антонију.

## Владавина
Фердинанд је имао врло оскудно образовање и самим тим касније није имао способност да влада, већ се у потпуности ослањао на саветника свог оца Карлоса, Бернанда Танучија. По упутству мајке, царице Марије Терезије, Марија Каролина је стекла Фердинандово поверење глумећи интересовање за његову омиљену активност - лов. Тако је почела да се пробија у доношењу политичких одлука, што је у потпуности остварено рођењем Фердинандовог наследника 1777. године и њеним пријемом у Тајни савет.
Тад је Марија отворено ушла у сукоб са краљевим саветником Танучијем по питању односа државе са масонеријом, организацијом којој је Марија била привржена. Поступајући по наређењу краља Карлоса III Танучи је још 1751. године увео закон о забрани масонерије као одговор на откриће масонске ложе на краљевском двору. Марија Каролина је успела да издејствује да на њену иницијативу Фердинанд у октобру 1776. отпусти свог саветника Танучија, што је изазвало свађу између Фердинанда и његовог оца Карлоса. Именовање Танучијевог наследника, маркиза од Самбуке, марионете Марије Каролине, представљало је почетак краја шпанског утицаја у Напуљском краљевству. У наредним годинама Марија Каролина је почела преко племства да замењује утицај Шпаније утицајем Аустрије. Била је изузетно интелиентна и решена да краљевство којим је управљала претвори у драгоцену имовину за своју породицу у Аустрији.
Без Танучија у влади краљица је сама владала Напуљем и Сицилијом од 1778. године кад је за министра морнарице именовала свог миљеника енглеског порекла, сер Џона Актона, адмирала које је био у служби шпанске и тосканске поморске експедиције против Алжира 1775. године. Марија је поступајући по савету свог брата, цара Светог римског царства Јозефа II обновила напуљску ратну, али и трговинску морнарицу која је додатно развијена потписивањем трговинских споразума са царевином Русијом и Ђеновом. Касније је Марија поставила Актона за фелдмаршала, који је позвао стране официре да допуне упражњена места у војсци.
1788. године, после смрти Карлоса III, напуљско-шпански односи су се побољшали. Нови краљ Карлос IV је желео да буде у добрим односима са својим братом Фердинандом, па би да би учврстио помирење предложио да се чегова ћерка уда за Маријиног и Фердинандовог најстаријег сина, војводу од Калабрије. Фердинанд је подржао тај предлог, али га је Марија вешто избегавала.
Марија Каролина је решила да побољша напуљско-папске односе који су се погоршали претходних година због расправа са папом Пијем VI око црквених закона и избора бискупа. Као последица тога Напуљска република је престала да плаћа годишњи данак од 7.000 дуката. Марија и Фердинанд су отпутовали из Беча у Рим да би се видели са папом, где их је Пије дочекао у његовој приватној аудијенцији. Папа је пристао да уступи краљу право постављања бискупа, а пошто краљевски пар није морао да прави никакве уступке заузврат престиж краљевског пара се повећао. На одласку, Марији Каролини је уручена Златна ружа, знак папске захвалности.
Повратак са путовања краљевског пара је означио нову епоху у политици Напуља. Узнемирена дешавањима у Француској и избијањем француске револуције, посебно дешавања везана за њену омиљену сестру Марију Антоанету Марија Каролина је била одлучна да спречи да идеологија револуције превагне и у Напуљу, па је као превентиву напуљску област поделила на дванаесто полицијс ких одељења која су контролисали полицијски комесари које је именовала влада, забранивши народно изабране одборнике. Сем тога организована је и добра шпијунска мрежа, да би Марија преко те исте тајне полиције сазнала за њен значајни пад популарности у свим слојевима друштва.
У покушају да удовољи Великој Британији, имајући на уму војни савез, краљица је у приватној аудијенцији срела супругу енглеског амбасадора Ему Хамилтон.
Француску краљ Луј XVI и краљица Марија Антоанета ухапшени су 10. августа 1792. године, па је напуљска влада одбила да призна француског дипломату који не ускоро пристиго у краљевство и прекинула је све односе са Француском. Тад је и Џон Актон, у том тренутку премијер Напуља морао да интервенише како би убедио Марију Каролину да започне рат са Француском. Након низа дипломатских скандала француска је почела да се припрема за рат и напад на Напуљску краљевину. Француска је послала 9 бродова под вођством адмирала Ла Тушеа, који су стигли у Напуљ 17. децембра. Тад је Ла Туше тражио јавно извињење од премијера Актона како не би почео бомбардовање Напуља. Краљица је попустила захтевима јер Напуљ није био у стању да се одбрани у том тренутку јер морнарица није била мобилисана. Марија Каролина је почетком 1793. године склопила уговор о савезу са Великом Британијом, којој је Француска пре тога објавила рат. Овим уговором Напуљ је требао да обезбеди четири ратна брода, четири фрегате и четири мања брода, заједно са 6.000 војника како би се заштитили трговински путеви у Средоземном мору. Тако се Напуљска краљевина придружила Првој коалицији, коју су сачињавале Велика Британија, Русија, Аустрија, Пољска, Португал, Шпанија и Савојска Сардинија против Француске. 

### Италијанска кампања
Након погубљена њене сестре Марије Антоанете, Марија Каролина је престала да говори француски језик и забранила је сва филозофска дела Галантија и Филангерија који су пре тога били под краљичиним покровитељством. 1794. године, након открића јакобинске завере за свргавање владе, Марија Каролина је наредила потискивање масоне, чији је присталица била и она сама, верујући да учествују у издајничким активностима са Француском. Војска је била стално мобилисана у случају изненадног напада, што је довело до великог повећања пореза. У страху за безбедност породице Марија је запослила тестере хране и често мењала локацију боравка своје породице.
Престанком француско-шпанских непријатељстава  у лето 1795. године корзикански генерал у француској војсци Наполеон Бонапарта се фокусирао на усмеравање кампање против Италије. Кад је изведен Француски напад на Италију и када су француске трупе заузеле северну Италију Марија Каролина је била принуђена да тражи мир, по коме је Напуљска краљевина корала да плати Француској ратну одштету у износу од 8 милиона франака. Касније је краљица ушла у тајни одбрамбени савез са Аустријом 20. маја 1798. године као одговор на француску окупацију Папске државе која се граничила са Напуљском краљевином. Након Британске победе у бици на Нилу краљица је одлучила да се придружи Другој коалицији против Француске.

### Стварање Партенопејске државе
Када су се Краљевина Напуљ и Сицилија придружили Другој коалицији, Наполеон је имао разлог за напад. Француски генерал Жан Шампионе је брзо успео да заузме Напуљ, што се десило у јануару 1799. године, приморавши краљевску породицу да пребегне на Сицилију. Убрзо након њиховог бега, 24. јануара су француске трупе прогласиле Партенопејску републику. Име републике је изабрано на основу древне грчке колоније која је постојала на месту града Напуља. Успостављена је влада и изабран је председник, проглашена је слобода штампе и припремане су будуће реформе. То је прекинуто када је након 6 месеци од оснивања републике папа Фабрицио Руфо са санфедистима напао Напуљ 21. јуна 1799. године. Напад је био успешан пошто је енглеска флота снабдевала војску оружјем, а напад је координисао адмирал Хорејшио Нелсон који је већ једном победио французе у бици на Нилу, обезбеђујући краљевском пару повратан на престо.
Јуна 1800. године Марија Каролина је са своје три неудате ћерке и млађим сином стигла кући у Беч где је остала две године и уговорила политички повољне бракове за своју децу. У домовини у кругу породице је највише времена проводила са својом омиљеном унуком Маријом Лујзом, која је касније постала супруга њеног највећег непријатеља, Наполеона.

## Изгнанство и смрт
После боравка у Бечу Марија се августа 1802. године вратила у Напуљ у време кад су европске државе све више биле забринуте због Наполеонове све веће моћи, који је највећи врхунац доживео крунисањем на место цара 18. маја. 1804. године. Већ следеће године Италија је поново била центар интересовања новог цара. Марија Каролина је била изненађена вестима о поразу Аустрије у бици код Аустерлица децембра 1805. године након чега је француска војска кренула на Напуљ. Краљевска породица је опет била принуђена да побегне на Сицилију, а Наполеон је на напуљски престо поставио свог брата Жозефа Бонапарту, а четири године касније свог зета Жоашен Мира. Након постепеног смањења утицаја Британије и подршке краљевском пару Маријин муж Фердинанд је 1813. године незванично абдицирао и поставио њиховог сина Франца I за регента. Тиме је Марија Каролина била лишена сваког политичког утицаја, па је била принуђена да напусти Сицилију и врати се у Беч. После дугог путовања она је коначно стигла у Беч и започела преговоре са својим нећаком Францом II, царом Светог римског царства о враћању ње и њеног мужа на напуљски престо.
Ти преговори никад нису реализовани јер је Марија Каролина умрла 8. септембра исте године од можданог удара, не доживевши коначан пораз Наполеона и повратак њеног мужа на престо након Бечког конгреса. Марија Каролина је била последње преживело дете царице Марије Терезије.
Сахрањена је у царској крипти у Бечу, где су сахрањени и њени родитељи и већина њене браће и сестара.

## Породично стабло
|  |                                                        |  |  |  |  |  |  |  |  |  |  |  |  |  |  |  |
|  | 16. Nicholas II, Duke of Lorraine                      |  |  |  |  |  |  |  |  |  |  |  |  |  |  |  |
|  |                                                        |  |  |  |  |  |  |  |  |  |  |  |  |  |  |  |
|  |                                                        |  |  |  |  |  |  |  |  |  |  |  |  |  |  |  |
|  | 8. Карло V, војвода од Лорене                          |  |  |  |  |  |  |  |  |  |  |  |  |  |  |  |
|  |                                                        |  |  |  |  |  |  |  |  |  |  |  |  |  |  |  |
|  |                                                        |  |  |  |  |  |  |  |  |  |  |  |  |  |  |  |
|  | 17. Claude Françoise of Lorraine                       |  |  |  |  |  |  |  |  |  |  |  |  |  |  |  |
|  |                                                        |  |  |  |  |  |  |  |  |  |  |  |  |  |  |  |
|  |                                                        |  |  |  |  |  |  |  |  |  |  |  |  |  |  |  |
|  | 4. Леополд I од Лорене                                 |  |  |  |  |  |  |  |  |  |  |  |  |  |  |  |
|  |                                                        |  |  |  |  |  |  |  |  |  |  |  |  |  |  |  |
|  |                                                        |  |  |  |  |  |  |  |  |  |  |  |  |  |  |  |
|  | 18. Фердинанд III, цар Светог римског царства          |  |  |  |  |  |  |  |  |  |  |  |  |  |  |  |
|  |                                                        |  |  |  |  |  |  |  |  |  |  |  |  |  |  |  |
|  |                                                        |  |  |  |  |  |  |  |  |  |  |  |  |  |  |  |
|  | 9. Елеонора од Аустрије                                |  |  |  |  |  |  |  |  |  |  |  |  |  |  |  |
|  |                                                        |  |  |  |  |  |  |  |  |  |  |  |  |  |  |  |
|  |                                                        |  |  |  |  |  |  |  |  |  |  |  |  |  |  |  |
|  | 19. Елеонора Гонзага                                   |  |  |  |  |  |  |  |  |  |  |  |  |  |  |  |
|  |                                                        |  |  |  |  |  |  |  |  |  |  |  |  |  |  |  |
|  |                                                        |  |  |  |  |  |  |  |  |  |  |  |  |  |  |  |
|  | 2. Франц I, цар Светог римског царства                 |  |  |  |  |  |  |  |  |  |  |  |  |  |  |  |
|  |                                                        |  |  |  |  |  |  |  |  |  |  |  |  |  |  |  |
|  |                                                        |  |  |  |  |  |  |  |  |  |  |  |  |  |  |  |
|  | 20. Луј XIII                                           |  |  |  |  |  |  |  |  |  |  |  |  |  |  |  |
|  |                                                        |  |  |  |  |  |  |  |  |  |  |  |  |  |  |  |
|  |                                                        |  |  |  |  |  |  |  |  |  |  |  |  |  |  |  |
|  | 10. Филип I, војвода Орлеански                         |  |  |  |  |  |  |  |  |  |  |  |  |  |  |  |
|  |                                                        |  |  |  |  |  |  |  |  |  |  |  |  |  |  |  |
|  |                                                        |  |  |  |  |  |  |  |  |  |  |  |  |  |  |  |
|  | 21. Ана од Хабзбурга                                   |  |  |  |  |  |  |  |  |  |  |  |  |  |  |  |
|  |                                                        |  |  |  |  |  |  |  |  |  |  |  |  |  |  |  |
|  |                                                        |  |  |  |  |  |  |  |  |  |  |  |  |  |  |  |
|  | 5. Елизабета Шарлота Орлеанска                         |  |  |  |  |  |  |  |  |  |  |  |  |  |  |  |
|  |                                                        |  |  |  |  |  |  |  |  |  |  |  |  |  |  |  |
|  |                                                        |  |  |  |  |  |  |  |  |  |  |  |  |  |  |  |
|  | 22. Карл I Лудвиг Палатински                           |  |  |  |  |  |  |  |  |  |  |  |  |  |  |  |
|  |                                                        |  |  |  |  |  |  |  |  |  |  |  |  |  |  |  |
|  |                                                        |  |  |  |  |  |  |  |  |  |  |  |  |  |  |  |
|  | 11. Елизабета Шарлота Фалска                           |  |  |  |  |  |  |  |  |  |  |  |  |  |  |  |
|  |                                                        |  |  |  |  |  |  |  |  |  |  |  |  |  |  |  |
|  |                                                        |  |  |  |  |  |  |  |  |  |  |  |  |  |  |  |
|  | 23. Шарлота од Хесен-Касела                            |  |  |  |  |  |  |  |  |  |  |  |  |  |  |  |
|  |                                                        |  |  |  |  |  |  |  |  |  |  |  |  |  |  |  |
|  |                                                        |  |  |  |  |  |  |  |  |  |  |  |  |  |  |  |
|  | 1. Марија Каролина Аустријска                          |  |  |  |  |  |  |  |  |  |  |  |  |  |  |  |
|  |                                                        |  |  |  |  |  |  |  |  |  |  |  |  |  |  |  |
|  |                                                        |  |  |  |  |  |  |  |  |  |  |  |  |  |  |  |
|  | 24. Фердинанд III, цар Светог римског царства (= 18)   |  |  |  |  |  |  |  |  |  |  |  |  |  |  |  |
|  |                                                        |  |  |  |  |  |  |  |  |  |  |  |  |  |  |  |
|  |                                                        |  |  |  |  |  |  |  |  |  |  |  |  |  |  |  |
|  | 12. Леополд I, цар Светог римског царства              |  |  |  |  |  |  |  |  |  |  |  |  |  |  |  |
|  |                                                        |  |  |  |  |  |  |  |  |  |  |  |  |  |  |  |
|  |                                                        |  |  |  |  |  |  |  |  |  |  |  |  |  |  |  |
|  | 25. Марија Ана од Шпаније                              |  |  |  |  |  |  |  |  |  |  |  |  |  |  |  |
|  |                                                        |  |  |  |  |  |  |  |  |  |  |  |  |  |  |  |
|  |                                                        |  |  |  |  |  |  |  |  |  |  |  |  |  |  |  |
|  | 6. Карло VI, цар Светог римског царства                |  |  |  |  |  |  |  |  |  |  |  |  |  |  |  |
|  |                                                        |  |  |  |  |  |  |  |  |  |  |  |  |  |  |  |
|  |                                                        |  |  |  |  |  |  |  |  |  |  |  |  |  |  |  |
|  | 26. Филип Вилхелм Палатински                           |  |  |  |  |  |  |  |  |  |  |  |  |  |  |  |
|  |                                                        |  |  |  |  |  |  |  |  |  |  |  |  |  |  |  |
|  |                                                        |  |  |  |  |  |  |  |  |  |  |  |  |  |  |  |
|  | 13. Елеонора-Магдалена Нојбуршка                       |  |  |  |  |  |  |  |  |  |  |  |  |  |  |  |
|  |                                                        |  |  |  |  |  |  |  |  |  |  |  |  |  |  |  |
|  |                                                        |  |  |  |  |  |  |  |  |  |  |  |  |  |  |  |
|  | 27. Елизабета Амалија од Хесен-Дармштата               |  |  |  |  |  |  |  |  |  |  |  |  |  |  |  |
|  |                                                        |  |  |  |  |  |  |  |  |  |  |  |  |  |  |  |
|  |                                                        |  |  |  |  |  |  |  |  |  |  |  |  |  |  |  |
|  | 3. Марија Терезија                                     |  |  |  |  |  |  |  |  |  |  |  |  |  |  |  |
|  |                                                        |  |  |  |  |  |  |  |  |  |  |  |  |  |  |  |
|  |                                                        |  |  |  |  |  |  |  |  |  |  |  |  |  |  |  |
|  | 28. Антоан Улрих, војвода од Брауншвајг-Волфенбитела   |  |  |  |  |  |  |  |  |  |  |  |  |  |  |  |
|  |                                                        |  |  |  |  |  |  |  |  |  |  |  |  |  |  |  |
|  |                                                        |  |  |  |  |  |  |  |  |  |  |  |  |  |  |  |
|  | 14. Лудвиг Рудолф од Брауншвајг-Волфенбитела           |  |  |  |  |  |  |  |  |  |  |  |  |  |  |  |
|  |                                                        |  |  |  |  |  |  |  |  |  |  |  |  |  |  |  |
|  |                                                        |  |  |  |  |  |  |  |  |  |  |  |  |  |  |  |
|  | 29. Елизабета од Шлезвиг-Холштајн-Сендерборг-Нордборга |  |  |  |  |  |  |  |  |  |  |  |  |  |  |  |
|  |                                                        |  |  |  |  |  |  |  |  |  |  |  |  |  |  |  |
|  |                                                        |  |  |  |  |  |  |  |  |  |  |  |  |  |  |  |
|  | 7. Елизабета Кристина од Брауншвајг-Волфенбитела       |  |  |  |  |  |  |  |  |  |  |  |  |  |  |  |
|  |                                                        |  |  |  |  |  |  |  |  |  |  |  |  |  |  |  |
|  |                                                        |  |  |  |  |  |  |  |  |  |  |  |  |  |  |  |
|  | 30. Алберт Ернст од Етингена                           |  |  |  |  |  |  |  |  |  |  |  |  |  |  |  |
|  |                                                        |  |  |  |  |  |  |  |  |  |  |  |  |  |  |  |
|  |                                                        |  |  |  |  |  |  |  |  |  |  |  |  |  |  |  |
|  | 15. Кристина Лујза од Етингена                         |  |  |  |  |  |  |  |  |  |  |  |  |  |  |  |
|  |                                                        |  |  |  |  |  |  |  |  |  |  |  |  |  |  |  |
|  |                                                        |  |  |  |  |  |  |  |  |  |  |  |  |  |  |  |
|  | 31. Кристина Фредерика од Виртемберга                  |  |  |  |  |  |  |  |  |  |  |  |  |  |  |  |
|  |                                                        |  |  |  |  |  |  |  |  |  |  |  |  |  |  |  |
|  |                                                        |  |  |  |  |  |  |  |  |  |  |  |  |  |  |  |